# Pollerman Judit
Pollerman Judit, Zámbóné (1942 –) magyar vitorlázórepülő, sportoló, oktató. Polgári foglalkozása iparművészeti textiltervező-művész.

## Életpálya
Édesanyja a negyvenes évek elején az első öt magyar vitorlázó nő egyike volt. Első versenyén 1969, a Budapest bajnokságon ötödik lett. 1971-től a női vitorlázó válogatott tagja. Diplomáját követően textiltervezőként a Magyar Divatintézetben dolgozott. Több hazai és nemzetközi verseny résztvevője.

## Sportegyesületei
- Könnyűipari Minisztérium Repülő Klub (KIM)
- MALÉV Aero Club Vitorlázórepülő Szakosztály

## Sporteredmények
- 1971-ben Dunakeszin négy 3000-es magasságot repült, az elsővel teljesítve az aranykoszorút,
- országos rekord
  - 1972-ben egy lengyelországi versenyen 4200 méteres magassági
  - 1993-ban együléses Jantar 2B típusú vitorlázógéppel 540,1 kilométeres háromszög
  - 1994-ben együléses Jantar 2B típusú vitorlázógéppel 636,4 kilométeres távolsági
  - 2000-ben együléses Jantar 2B típusú vitorlázógéppel 102,74 kilométer/óra hurokrepülés
  - 2003-ban együléses Jantar 2B típusú vitorlázógéppel 675,3 kilométeres szabad hurok
  - 2010.július 9-én a Márkus Tímea/Pollerman Judit, Női/2 ülés, szabad távolság kategóriában 413,8 kilométert, ugyanezen a versenyen a céltáv kategóriában 409,2 kilométert teljesítettek,

## Sportvezető
A Magyar Vitorlázórepülő Szövetségen belül a Média Bizottság vezetője.
Jelenleg a Dunakeszi repülőtér parancsnoka.

## Családi kapcsolat
Férje Zámbó Mihály helikopter pilóta, vitorlázórepülő.